# Bernard Herrmann
Bernard Herrmann (født Max Herman; 29. juni 1911, død 24. december 1975) var en amerikansk komponist, der særligt var kendt som filmkomponist. Han vandt en Oscar for musikken til Du kan ikke købe alt for penge, men han er nok mere kendt for sin musik til flere Hitchcock-film som En kvinde skygges, Psycho og Fuglene. Han har også skrevet musikken til film som Citizen Kane, Cape Fear og Taxi Driver.

## Biografi
Bernard Hermann blev født i New York, og hans far opmuntrede ham til at dyrke musik. Han lærte at spille violin, og han skrev tidligt musik. Da han vandt en komponistkonkurrence som 13-årig, besluttede han sig for at gøre musikken til sin karriere, og han gik på New York University og andre skoler for at dygtiggøre sig.
Han blev ansat hos radiostationen CBS, hvor han som 32-årig blev chefdirigent for stationens symfoniorkester. Fra denne position præsenterede han en række nyere komponisters værker for radiolytterne. Hos CBS mødte han Orson Welles og stod for musikken til mange af dennes værker, blandt andet det berømte radiospil Klodernes kamp. Da Welles gik i gang med at lave film, fulgte Herrmann med og skrev musikken til Welles' Citizen Kane.
Fra midten af 1950'erne blev han fast komponist for Alfred Hitchcock fra 1955-filmen Hvem myrdede Harry?, og han skrev derfor musikken til en række af Hitchcocks sene film, hvoraf mange er berømmet som mesterværker. Hans musik til Psycho, i særdeleshed de skrigende violiner til brusebadsscenen, er måske hans mest kendte filmmusikstykke. Hermann skrev også en klassisk symfoni for orkester.